# Matsudaira Naritaka
Matsudaira Naritaka est un nom japonais traditionnel ; le nom de famille (ou le nom d'école), Matsudaira, précède donc le prénom (ou le nom d'artiste).
Matsudaira Naritaka (松平 斉孝, 9 février 1788-26 février 1838) est un daimyo de la fin de l'époque d'Edo à la tête du domaine de Tsuyama dans la province de Mimasaka. Naritaka est le quatrième fils de Matsudaira Yasuchika, seigneur à la 5e génération de Tsuyama, mais son frère Yasuharu succède en premier à leur père comme chef de famille. Après la mort de Yasuharu, Naritaka devient seigneur de Tsuyama, mais il est mécontent de l'attitude dédaigneuse que reçoit le domaine de Tsuyama de la part de la maison Tokugawa, en dépit de son statut de shinpan (親藩 ; branche Tokugawa). La valeur du domaine est également réduite par rapport à ses revenus jadis de 100 000 koku. Par conséquent, bien qu'il ait de nombreux enfants de son côté, il adopte Ginnosuke, fils du shogun Tokugawa Ienari, afin d'améliorer les relations entre le domaine de Tsuyama et la principale famille Tokugawa. Au moment de l'adoption de Ginnosuke en 1817, 5 000 koku sont ajoutés aux revenus de Tsuyama, ce qui remonte la valeur du domaine à ses anciens 100 000 koku. Naritaka se retire à l'hiver 1831, et Ginnosuke, sous le nom de Matsudaira Naritami, lui succède. Matsudaira Sadayasu, son véritable fils, devient seigneur du domaine de Matsue.
Naritaka meurt en 1838.

## Source de la traduction
- (en) Cet article est partiellement ou en totalité issu de l’article de Wikipédia en anglais intitulé « Matsudaira Naritaka » (voir la liste des auteurs).